# Česká bankovní asociace
Česká bankovní asociace (Czech Banking Association), známá také pod zkratkou ČBA, je dobrovolným sdružením bank a stavebních spořitelen působících na českém trhu. V současnosti (červenec 2024) sdružuje 34 členů, reprezentujících více než 99 % českého bankovního sektoru. Své sídlo má v centru Prahy v ulici Vodičkova a již od roku 1990, kdy vznikla pod názvem Bankovní asociace, podporuje rozvoj českého bankovního sektoru, celé české ekonomiky a finanční gramotnosti Čechů.
Českou bankovní asociaci řídí Prezidium, jakožto její statutární orgán. Doplňuje ho Dozorčí výbor, který dohlíží na výkon činnosti a hospodaření. Oba tyto orgány jsou složeny z vedoucích představitelů členských bank či stavebních spořitelen. Na veřejnosti asociaci reprezentuje výkonný ředitel a jeho náměstek. Prezidentem organizace je od roku 2023 Jan Juchelka.

## Historie ČBA
Česká bankovní asociace vznikla v roce 1990 pod původním názvem Bankovní asociace. Od roku 1992 působí jako dobrovolné sdružení právnických osob – bank a stavebních spořitelen.
Od vstupu České republiky do Evropské unie (v roce 2004) je ČBA členem Evropské bankovní federace (EBF), která sdružuje národní asociace komerčních bank zemí EU, Švýcarska, Norska a Islandu.
V roce 2012 asociace iniciovala založení neformální platformy bankovních asociací tzv. visegrádských zemí, která se v roce 2017 rozrostla na V8. Jejími členy jsou tak v současné době mimo zemí V4 rovněž bankovní asociace Bulharska, Chorvatska, Slovinska a Rumunska.

## Činnosti ČBA
Činnost asociace lze rozdělit do několika základních oblastí.

### Legislativa a právní předpisy
Hlavním cílem v tomto směru je podporovat stabilitu podmínek a atraktivitu podnikatelského prostředí v České republice. Česká bankovní asociace se aktivně angažuje do příprav zákonných norem týkajících se bankovnictví (ať už se jedná o bankovní dohled, platební styk či problematiku účetnictví či vnitřního auditu) i financí a konstruktivně vstupuje do diskuzí, jak zajistit smysluplnou ochranu zájmů spotřebitelů bankovních služeb.

### Mezinárodní uskupení
Nedílnou součástí aktivit asociace je zastupování zájmů jejích členů i České republiky v mezinárodních bankovně-finančních uskupeních. ČBA je součástí Evropské bankovní federace (EBF/FBE), nejvýznamnějšího nevládního partnera orgánů EU v oblasti bankovnictví. Prostřednictvím Výkonného výboru EBF asociace spolurozhoduje o koncepčních otázkách a zásadních stanoviscích EBF k návrhům nové legislativy EU.  Dále asociace působí v Evropské radě pro platby (EPC), rozhodovacím a koordinačním orgánu, který zastřešuje evropský bankovní sektor v oblasti platebního styku a v neposlední řadě je také členem Evropského ústavu pro peněžní trhy (EEMI).

### Prevence kriminality
Bankovní asociace se v rámci svých činností zaměřuje také na prevenci obecné finanční a kybernetické kriminality. V rámci této oblasti spolupracuje například s Policií České republiky, s Finančně analytickým úřadem Ministerstva financí ČR, s Národním úřadem pro kybernetickou a informační bezpečnost nebo s Českou národní bankou. Právě oblast kybernetické bezpečnosti spolu s financemi a ochranou úspor i osobních dat patří mezi priority vzdělávacích projektů, které jsou určeny široké veřejnosti.

### Členská základna
Práce asociace stojí na kombinované expertize bezmála pěti stovek bankovních expertů, kteří docházejí pracovat do jejích odborných struktur. Ve spolupráci s členskou základnou asociace tvoří a vydává standardy a kodexy, které pomáhají nejen bankám nastavovat potřebná pravidla.

### Budování vztahů s veřejností a finanční vzdělávání
Konference a spolupráce s médii představuje důležitý nástroj, díky kterému asociace předává odborníkům i široké veřejnosti informace o stavu bankovního sektoru i celé české ekonomiky. Asociace se zaměřuje na trendy v oblasti bankovních služeb, kyberbezpečnosti nebo spotřebního chování Čechů. I proto se intenzivně věnuje realizaci vzdělávacích projektů, které rozvíjí gramotnost právě v této oblasti.

### Udržitelné finance
Udržitelné finance se za posledních několik let vyvinuly z okrajového tématu v jeden z hlavních trendů bankovnictví. Banky se chtějí na dekarbonizaci ekonomiky podílet nejen z důvodů reputačních, ale také z důvodu efektivního řízení rizik spojených se současnou klimatickou změnou. Řada bank začala být v této oblasti velmi proaktivní. Buď samy od sebe nebo v úzké spolupráci se svými mateřskými bankami a již dnes uskutečňují aktivity směřující k posilování udržitelné prosperity Česka, digitalizují své činnosti (přechod na "bezpapírové" procesy), snižují uhlíkové stopy ve vlastních provozech, anebo nabízejí udržitelné produkty (např. v rámci penzijního spoření). Bankovní asociace jim pro tyto aktivity poskytuje podporu a expertní zázemí.

### Digitalizace
Finančně technologická inovace vždy byla a zůstává nedílnou součástí bankovního rozvoje, protože banky se bez použití vyspělých informačních technologií dávno neobejdou. Asociace je jim v tom velkou oporou, ale nejen to, sama přináší do bankovnictví nová témata. Příkladem je elektronická fakturace, QR kódy, Český Open Banking Standard, XML standardy pro digitální komunikaci s třetími stranami (např. finančními a celními úřady), okamžité platby či projekt bankovní identity – možná doposud největší projekt českého bankovního sektoru. Digitalizace tak zůstává jedním z nosných směrů pro aktivity bankovní asociace.

## Projekty ČBA

### 2009–18, Kodex mobility klientů
Kodex mobility klientů je nástroj, který umožňuje vyplněním jednoho formuláře, změnit starou, nevyhovující banku za novou, lepší. Oficiální název kodexu zní Standard mobility klientů a je uložen na stránkách ČBA. Postupy při změně platebního účtu se řídí zákonem o platebním styku (č. 370/2017 Sb.) a Standardem České bankovní asociace. Pokud klient vyjádří zájem o převedení svého účtu k jiné bance, nová banka se postará nejen o založení nového účtu, ale také o převedení všech trvalých plateb a o zrušení původního účtu u banky, od které klient přechází.
Kodex mobility byl původně pro banky nepovinný, vznikl jako společné principy EBIC (European Banking Industry Commitee) na základě výzvy Evropské komise. Povinnost podpisu standardu stanovil zákon o platebním styku, část pátá, Hlava II, § 203 – 208.
Nová banka má povinnost nejen založit klientovi nový účet, ale také z účtu původního přenést všechna nastavení v internetovém bankovnictví nebo i nastavení na pobočce banky, jako jsou trvalé platby, inkasa, pojištění karty apod. Nakonec musí nová banka i zrušit klientův účet u banky původní, pokud to klient výslovně nezakáže. Banka stará má naopak povinnost poskytnout nové bance všechny informace o klientovi, přenosu dat a účtu nesmí nijak bránit. Výjimkou mohou být některé úvěry, například hypotéka. Původní banka může ještě v poslední chvíli nabídnout klientovi radikální zlepšení svých služeb, právě jako reakci na to, že se klient chystá odejít.

### 2019, Prima rádce
Televizní a rozhlasová kampaň s Petrem Vágnerem na TV Prima.

### 2019–20,bankovní identita
Největší projekt ČBA v oblasti digitalizace. Projekt byl iniciován a v počáteční legislativní fázi pod pracovním názvem „SONIA“ veden bankovní asociací. Podařilo se prosadit potřebné legislativní úpravy (změna zákona o bankách, zákona AML), díky kterým se kterákoli banka v Česku může stát tzv. poskytovatelem elektronické identity v souladu se zákonem o elektronické identifikaci.

### Další projekty (nedatováno)
- ČBA Educa – Vzdělávací portál určený profesionálům na finančním trhu pro prokazování odbornosti dle českých právních předpisů.
- Banking in Motion – Cyklus odborných konferencí za účasti evropských expertů a zástupců bank.
- Finance hladce – Projekt sdružující finančně-vzdělávací kampaně, projekty i další finančně vzdělávací snahy a aktivity bankovní asociace na sociálních sítích Facebook a Instagram.
- Finanční vzdělávání – Nezávislý vzdělávací portál určený veřejnosti.
- Bankéři do škol – Workshopy pro děti základních a středních škol, které jsou zaměřeny na kyberbezpečnost a finance včetně jejich správy.
- European Money Quiz – Celoevropská soutěž ve finanční gramotnosti pro žáky ve věku 13 až 15 let, kterou zastřešuje EBF.
- Bezpečné banky – Informačně-vzdělávací stránky o bezpečnosti na internetu včetně novinek a aktuálních trendů kyberzločinců určené veřejnosti.
- Jak na peníze s Českou bankovní asociací pro i60.cz – Série článků na téma osobní finance pro webový portál i60.cz zaměřený na seniory.
- Bankovkovi – Seriál pro děti ve věku 8–12 o tom, jak hospodařit s penězi ve spolupráci s ČT 1.
- Jak na peníze – Videa Janka Rubeše